# Bessonies
Bessonies (occitanisch: Bessoniás) ist ein Ort und eine südfranzösische Gemeinde mit 74 Einwohnern (Stand 1. Januar 2022) im Département Lot im Norden der Region Okzitanien (zuvor Midi-Pyrénées).

## Lage
Bessonies liegt in der Kulturlandschaft des Quercy in einer Höhe von ca. 520 Metern ü. d. M. am südwestlichen Rand des Zentralmassivs im Gebiet der Causse de Ségala. Die nächstgelegene größere Stadt, Figeac, ist etwa 38 Kilometer (Fahrtstrecke) in südwestlicher Richtung entfernt. Saint-Céré und das Tal des Flusses Lot befinden sich etwa 31 bzw. 40 Kilometer nordwestlich.

## Bevölkerungsentwicklung
| Jahr      | 1962 | 1968 | 1975 | 1982 | 1990 | 1999 | 2006 | 2018 |
| Einwohner | 225  | 184  | 169  | 143  | 124  | 120  | 107  | 79   |

Im 19. und in der ersten Hälfte des 20. Jahrhunderts hatte der Ort meist über 300 Einwohner. Infolge der Reblauskrise im Weinbau und der Mechanisierung der Landwirtschaft ging die Einwohnerzahl danach kontinuierlich bis auf die Tiefststände der letzten Jahrzehnte zurück.

## Wirtschaft
Im Haut-Quercy wurde die Landwirtschaft in erster Linie zur Selbstversorgung betrieben, zu der bis ins 19. Jahrhundert hinein auch der Weinbau gehörte, der aber nach der Reblauskrise vorübergehend komplett aufgegeben wurde. Heute spielt – neben der Vieh- und Geflügelzucht – der Tourismus in Form der Vermietung von Ferienwohnungen (gîtes) eine große Rolle im Wirtschaftsleben der Gemeinde. Auf dem Gemeindegebiet wird auch wieder in geringem Umfang Wein produziert, der über die Appellationen Comté Tolosan und Côtes du Lot vermarktet wird.

## Geschichte
Bereits im hohen Mittelalter dürfte hier eine Burg gestanden haben, von der jedoch nichts erhalten blieb.

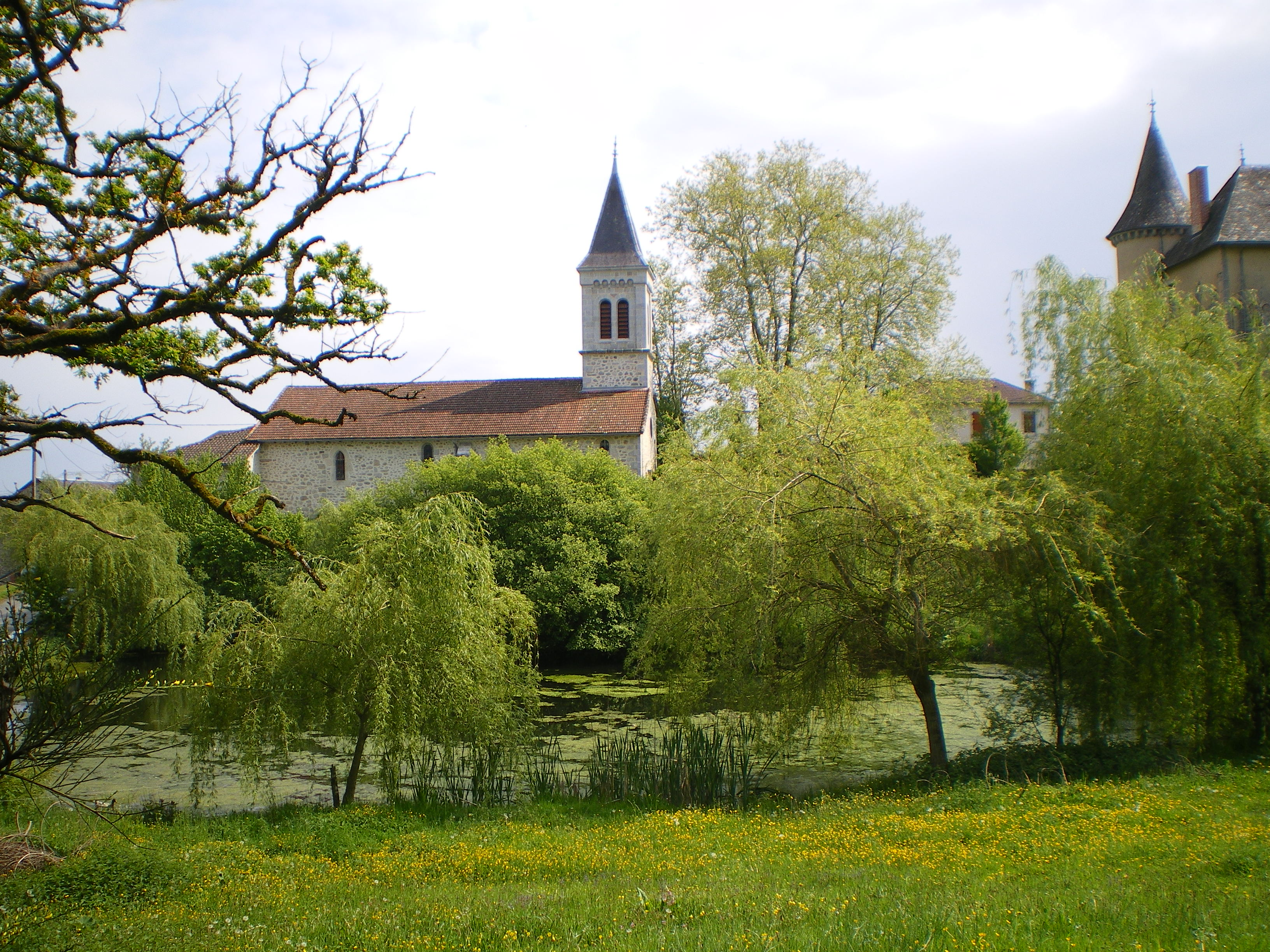
Kirche von Bessonies

## Sehenswürdigkeiten
- Die Pfarrkirche ist ein Bau des 19. Jahrhunderts, der an der Stelle eines mittelalterlichen Vorgängerbaus errichtet wurde.
- Das Schloss (château) ist ein Bau des 16. Jahrhunderts mit Eckrundtürmen und Wohntrakt (corps de logis).

## Persönlichkeiten
Nach der Niederlage der französischen Armee bei Waterloo am 18. Juni 1815 flüchtete Michel Ney (1769–1815), Marschall Napoleons, in den Süden Frankreichs; er fand im Château de Bessonies kurzzeitig Unterschlupf, wurde aber dennoch gefangen genommen und am 7. Dezember 1815 in Paris hingerichtet.